# وامانپینتا
وامانپینتا (به اسپانیایی: Wamanpinta) یک کوه در پرو است که در Peru, Ancash Region واقع شده‌است. وامانپینتا ۴٬۸۰۰ متر بالاتر از سطح دریا واقع شده‌است.